# Adriana Lecouvreur
Adriana Lecouvreur je opera o čtyřech dějstvích skladatele Francesca Cilei na italské libreto, které napsal Arturo Colautti. Námětem byla divadelní hra z roku 1849 s názvem (ve francouzštině) Adrienne Lecouvreur, jejímiž autory byli Eugène Scribe a Ernest Legouvé. Opera byla poprvé provedena 6. listopadu 1902 v Teatro Lirico v Miláně.

## Pozadí vzniku
Divadelní hra od Scribea a Legouvého, která sloužila jako námět Cileovy opery, byla použita nejméně třikrát různými operními libretisty a dala vznik třem operám se stejným názvem, tedy Adriana Lecouvreur, jež byly zkomponovány třemi skladateli. První z nich byla opera o třech dějstvích, kterou složil Tommaso Benvenuti. Toto dílo mělo premiéru v roce 1857 v Miláně. Poté, co se Cileova opera prosadila, zmizely ostatní tři opery na tento námět z operních divadel.
Cileovo dílo se zakládá na životním příběhu francouzské herečky Adrienny Lecouvreur (1692-1730), hvězdy divadla Comédie Française. V opeře se vyskytuje několik historicky doložených postav, avšak děj je z větší části smyšlený. Závěrečné dění, smrt Adrienny otravou způsobenou vdechnutím jedu z vůně květin, je považováno za nejméně realistickou scénu ve veristických operách.

## Osoby a první obsazení
| Osoba                                                    | Hlasový obor | Obsazení při premiéře 6. listopadu 1902 (dirigent: Cleofonte Campanini) |
| -------------------------------------------------------- | ------------ | ----------------------------------------------------------------------- |
| Adriana Lecouvreur (Adrienne Lecouvreur), slavná herečka | soprán       | Angelica Pandolfini                                                     |
| Maurizio (Mořic Saský, Maurice de Saxe), saský hrabě     | tenor        | Enrico Caruso                                                           |
| Kněžna z Bouillonu (princesse de Bouillon)               | mezzosoprán  | Edvige Ghibaudo                                                         |
| Kníže z Bouillonu (prince de Bouillon)                   | bas          | Edoardo Sottolana                                                       |
| Abbé z Chazeuilu (abbé de Chazeuil)                      | tenor        | Enrico Giordani                                                         |
| Michonnet, režisér                                       | baryton      | Giuseppe De Luca                                                        |
| Slečna Jouvenot                                          | soprán       |                                                                         |
| Slečna Dangeville                                        | mezzosoprán  |                                                                         |
| Poisson                                                  | tenor        |                                                                         |
| Quinault                                                 | bas          |                                                                         |
| Majordomus                                               | tenor        |                                                                         |

## Obsah
Místo dění je Paříž v roce 1730.

### První dějství
Za jevištěm v divadle Comédie-Française.
Divadelní společnost se připravuje na představení a herci se činí kolem režiséra Michonneta. Kníže z Bouillonu, obdivovatel a patron herečky Duclosové, je zde s abbém ze Chazeilu, svým průvodcem. Adriana vstupuje deklamujíc svůj text. Je chválena a zpívá árii 'Io son l'umile ancella' (“Jsem pokorná služebnice tvořivého ducha”). Kníže se dozvídá, že Duclosová píše dopis, a zařídí aby byl dopis zachycen. Michonnet zůstává sám s Adrianou a chtěl by jí vyznat lásku. Adriana mu však sdělí, že má milence. Jmenuje se Maurizio a má být vojákem ve službách saského hraběte. Přitom jí není známo, že Maurizio je ve skutečnosti hrabě sám. Maurizio vstupuje a vyznává Adrianě svou lásku ('La dolcissima effigie', Sladký obraz). Oba se domluví na schůzce po představení. Adriana dá Mauriziovi několik fialek, aby si je připevnil na své knoflíkové dírce. Kníže a abbé se vracejí. Dostali do rukou dopis od herečky Duclosové, ve kterého prosí Maurizia o schůzku toho večera ve vile knížete. Ve skutečnosti však Duclosová vystupuje jako prostřednice kněžny z Bouillonu, která je do Maurizia zamilovaná a zároveň je spolu s ním zapletená do jakýchsi politických záležitostí. Kníže se rozhodne uspořádat večírek pro celou divadelní společnost ve své vile, aby mohl vystavit na odiv vztah Duclosové a Maurizia. Dopis herečky se dostává k Mauriziovi, který poté odřekne svoji schůzku s Adrianou.

### Druhé dějství
Vila knížete z Bouillonu u Seiny
Ve vile nečeká na hraběte Maurizia herečka Duclosová, nýbrž kněžna z Bouillonu. Dokud je sama, vyznává svou lásku k němu (Acerba voluttà, dolce tortura). Když Maurizio přijde, vidí kněžna fialky na jeho klopě a ptá se, jak k nim přišel. Maurizio jí ty fialky předá. Ačkoliv je kněžně vděčný za její pomoc u královského dvora, přizná se, že ji již nemiluje. Kněžna se ptá, kdo je jeho nová milenka, on však její jméno nechce prozradit. Náhle se objeví kníže z Bouillonu a abbé ze Chazeilu, a kněžna se před nimi schová ve vedlejší místnosti. Maurizio zjišťuje, že kníže a abbé se domnívají, že on zde byl s Duclosovou. Vstoupí také Adriana a pochopí, jaká je Mauriziova pravá identita. On jí sdělí, že jeho schůzka byla kvůli politice. Oba musejí zorganizovat útěk ženy, která se schovala. Adriana hraběti důvěřuje a slibuje, že mu pomůže. Hrabě odejde a Adriana postupně zhasne všechny svíčky v sále. Poté sdělí kněžně, že může utéci. Obě ženy si však navzájem nedůvěřují a k útěku kněžny dojde až po sporu mezi nimi. Režisér Michonnet zjistí poté, že kněžna ztratila náramek, a dá jej Adrianě.

### Třetí dějství
Pařížské sídlo knížat z Bouillonu (Hôtel de Bouillon)
Maurizio byl kvůli svým dluhům uvězněn. Kněžna z Bouillonu se usilovně snaží zjistit totožnost své soupeřky. Kníže, který se zajímá o chemii, má v zásobě silný jed, o jehož analýzu jej požádala francouzská vláda. Na recepci, kterou kníže a kněžna pořádají, přicházejí hosté, mezi nimi Michonnet a Adriana. Kněžna si je téměř jistá, že poznává hlas této ženy. Použije lest a prohlásí, že hrabě byl těžce zraněn v souboji. Adriana upadne do mdlob. Brzy poté, když se objeví Maurizio bez jakéhokoliv zranění, Adriana oživne. Maurizio zpívá o svých válečných úspěších (Il russo Mencikoff, Rus Menčikov). Následuje provedení baletu o Paridově soudu. Adriana se dozvídá, že náramek, který našel Michonnet a předal jí, patří kněžně. Obě ženy poznávají stále více, že jsou vzájemnými soupeřkami o Mauriziovu náklonnost, a chovají se jedna vůči druhé o to vyzývavěji. Maurizio navrhuje, aby Adriana recitovala scénu ze starořeckého dramatu o opuštěné Ariadně, avšak kníže vznese prosbu, aby herečka místo toho přednesla úryvek z dramatu od Jeana Racinea Faidra (Phèdre, o postavě z řecké mytologie Faidře) z roku 1677. Adriana použije poslední sloky textu pro frontální útok proti kněžně, která se poté rozhodne se jí pomstít.

### Čtvrté dějství
Místnost v domě Adriany
Michonnet čeká, až se Adriana probudí. Herečku trápí zlost a žárlivost. Také členové a členky divadelního souboru přicházejí na návštěvu k Adrianě. Donesli jí dárky k jejím jmeninám a snaží se ji přemluvit, aby se vrátila na scénu divadla. Za peníze ze svého dědictví získal Michonnet diamantový náhrdelník, který dříve patřil Adrianě, a dává jí jej, aby mohla zaplatit Mauriziovy dluhy. Služebná přináší skříňku, ve které je vzkaz od Maurizia. Sotva se Adriana na vzkaz podívá, udělá se jí špatně. Podívá se do skříňky a vyndává z ní kytičku zvadlých fialek, které nedávno dala Mauriziovi v divadle. Urazilo ji, že jí Maurizio poslal fialky zpět. Líbá fialky a zpívá árii Poveri fiori (Ubohé květiny). Kytičku hodí do ohně v krbu. Objeví se Maurizio, který Adrianě projeví své přání, aby se za něj provdala. Když se objímají, poznává Maurizio, že se Adriana třese. Na otázku, zda jí poslal fialky, odpovídá Maurizio, že to on nebyl. Adriana se propadá do halucinací a Michonnet s Mauriziem poznávají, že byla otrávena kněžnou z Bouillonu. Adriana se ještě na chvíli vzpamatovává, zpívá Ecco la luce (Ejhle světlo), pak umírá. Zoufalý Maurizio ji naposledy objímá a líbá.

## Historie uvádění
V současnosti je Adriana Lecouvreur pravidelně hrána na významných operních scénách. 31. prosince 2018 měla po letech premiéru na scéně Metropolitní opery v New Yorku. Dne 12. ledna 2019 bylo odpolední představení v rámci programu Metropolitan Opera Live in HD přenášeno live do kin v 70 zemích světa, mj. do vybraných kin v Česku. Dirigentem orchestru byl italský maestro Gianandrea Noseda. Do hlavních rolí byly získány hvězdy současného operního nebe. Adrianu ztělesnila ruská sopranistka Anna Netrebko, Maurizia zpíval polský tenorista Piotr Beczała, kněžnu z Bouillonu gruzínská mezzosopranistka Anita Rachvelishvili a Michonneta Ital Ambrogio Maestri. Režisérem byl Skot sir David McVicar. Představení bylo provedeno v dobových kostýmech a s citlivým navedením atmosféry rokokové Francie.